# Sands School
Die Sands School ist eine Demokratische Schule in Ashburton im County Devon in England.

## Geschichte
Die Sands School ist nach Summerhill die zweite Demokratische Schule in England. Sie wurde 1987 von einer Gruppe von Schülern und Lehrern der kurz zuvor geschlossenen Dartington Hall School  gegründet.
Der Schulbetrieb begann in der Küche der Eltern eines der Kinder. Ursprünglich orientierte man sich an den reformpädagogischen Grundsätzen der Dartington Hall School. Schon bald entwickelte man ein eigenes pädagogisches Konzept.
Der Name „Sands“ leitet sich von den ersten Buchstaben des Vornamens von Sean Bellamy und Sybilla Higgs ab, die zum Schulgründungsteam gehörten. Aus „S and S“ (englisch für „S und S“) entstand „Sands“. Diese Abkürzung wurde im internen Schriftverkehr im Frühling und Sommer 1987 von David Gribble, einem weiteren Schulgründer, für Sean und Sybilla verwendet.
Die Schule hatte anfangs 17 Schüler. Nach sechs Monaten zog sie in ein großes Wohnhaus in Ashburton, wo sie noch immer untergebracht ist.
Seit 1991 ist sie in der International Democratic Education Conference (IDEC) engagiert. Sie hat Partnerschulen in Israel, Japan, den USA und vielen europäischen Ländern. 2006 wurde mit ihrer Unterstützung die Gründung der European Democratic Education Community (EUDEC), dem europäischen Dachverband der Demokratischen Schulen, vorangetrieben. Viele Schüler der Sands School waren aktiv bei der Bewerbung demokratischer Ansätze in der Bildung  sowohl in staatlichen als auch freien Alternativschulen innerhalb und außerhalb des Vereinigten Königreichs dabei. Sie nahmen an Konferenzen und Veranstaltungen in Europa teil, die die Etablierung Demokratischer Bildung als eine viable Alternative zum gegenwärtigen Erziehungsmodell betrachten.
2011 war die Schule Gastgeberin einer zehntägigen kombinierten IDEC-EUDEC-Konferenz, die von über 500 Teilnehmern aus aller Welt besucht wurde.
Die Sands School ist eine Tagesschule. Es wird Schulgeld erhoben. Sie hat etwa 70 Schüler zwischen 11 und 17 Jahren, zehn Lehrer und fünf weitere Mitarbeiter. An der Schule ist der Erwerb des General Certificate of Secondary Education (entspricht dem mittleren Schulabschluss) möglich. Es gibt keine Schuluniform.

## Pädagogisches Konzept
Im Kern des pädagogischen Konzepts steckt die Vorstellung, dass Schüler helfen sollten, ihre Lernumgebung zu gestalten und sich aktiv daran beteiligen sollten, ihre Regeln festzulegen und an der Weiterentwicklung des Konzepts beteiligt sein sollten. Schüler und Lehrer sind bei der Leitung der Schule gleichberechtigte Partner. Schüler sollten über ihren individuellen Bildungsgang an der Schule selbst entscheiden und bei Bedarf die Beratung der Erwachsenen in Anspruch nehmen.
Die Kinder und Jugendlichen können selbst entscheiden, was, wann und wie sie lernen.  Sie werden ermutigt, für ihr Lernen selbst Verantwortung zu übernehmen.
Die Sands School wird durch eine wöchentliche Schulversammlung geleitet, auf der jeder Schüler und jeder Mitarbeiter das gleiche Stimmrecht hat, und durch das School Council, welches aus sechs gewählten Schülern und einem gewählten Lehrer besteht. Das School Council tagt täglich,  führt bei Bedarf anlassbezogene Untersuchungen durch und gibt der Schulversammlung Ratschläge für Entscheidungen und weitere Handlungsempfehlungen. Die Schule hat keinen Schulleiter.

## Schulinspektion
Die Schule wurde 2010, 2013 und 2016 von der britischen Schulinspektion Ofsted evaluiert und jeweils insgesamt als „gut“ bewertet, in einigen Kategorien als herausragend („outstanding“) und in keiner Kategorie  schlechter als „gut“ bewertet. Alle selbst gesetzten Standards (Statutory regulations) wurden erreicht.
Der letzte Bericht von 2016 bestätigt den demokratischen Ansatz in der Bildung. Die Teilnahme an Entscheidungsprozessen führe zu „außergewöhnlicher Rücksichtnahme und ausgewogener Argumentationsfähigkeit“ („exceptional qualities of thoughtfulness and the ability to offer balanced arguments“). Die guten Schulleistungen wurden als „Konsequenz der demokratischen Strukturen“ benannt. Die Persönlichkeitsentwicklung der Schüler wurde als „herausragend“ und als besondere Auswirkung der demokratischen Prinzipien bezeichnet. Die Schulinspektion war insbesondere vom Verhalten der Schüler beeindruckt und bemerkte, dass der Unterricht in einer Atmosphäre des gegenseitigen Respekts stattfinde und dass Besucher mit Interesse und einwandfreien Manieren begrüßt wurden.